# Peter Beier
Peter Beier (* 5. Dezember 1934 in Friedeberg, Kreis Löwenberg (Niederschlesien); † 10. November 1996 in Düsseldorf) war ein deutscher evangelischer Theologe und Präses der Evangelischen Kirche im Rheinland.

## Leben und Werk
Nach dem Zweiten Weltkrieg wurde seine Familie aus Schlesien vertrieben und kam ins Rheinland. Peter Beier legte 1955 sein Abitur in Grevenbroich ab und  studierte anschließend Evangelische Theologie in Heidelberg, Bonn und Wuppertal.
Von 1963 bis 1989 war Beier Pfarrer der Evangelischen Gemeinde zu Düren und zugleich von 1972 bis 1989 Superintendent des Kirchenkreises Jülich.
Peter Beiers Theologie war geprägt von Rudolf Bultmann. Er trat für neue Perspektiven in der Gemeindegestaltung und für neue Bekenntnisformulierungen ein.
Anfang der 1980er Jahre engagierte sich Beier in der kirchlichen Friedensbewegung, die sich gegen die Pläne der damaligen Bundesregierung unter Kanzler Helmut Schmidt wandte, in Deutschland neue Pershing-II-Raketen aufzustellen.
Beier war seit 1969 Mitglied der Landessynode der Evangelischen Kirche im Rheinland und seit 1980 Mitglied der Synode der Evangelischen Kirche der Union. Die Landessynode wählte Beier am 11. Januar 1989 zum Präses der Evangelischen Kirche im Rheinland. Als Präses machte er sich besonders um ein erneuertes Verhältnis von Christen und Juden auf der Grundlage des rheinischen Synodenbeschlusses von 1980 verdient.
Beier starb in den Morgenstunden des 10. November 1996 an den Folgen eines Herzinfarktes.

## Ehrungen
Die Evangelisch-Theologische Fakultät der Rheinischen Friedrich-Wilhelms-Universität Bonn und der Fachbereich I (Philosophie – Religionswissenschaft – Gesellschaftswissenschaften) der Gerhard-Mercator-Universität-Gesamthochschule Duisburg verliehen ihm Ehrenpromotionen.

## Peter-Beier-Preis
Der Preis wurde 1993 als Kulturpreis des Präses der Evangelischen Kirche im Rheinland von Beier initiiert. Nach seinem plötzlichen Tod  benannte die Evangelische Kirche im Rheinland den Preis nach Peter Beier. Der Preis ist mit 10.000 Euro dotiert und wird in aller Regel alle zwei Jahre an eine oder mehrere Persönlichkeiten verliehen, die sich für Frieden, Gerechtigkeit und Versöhnung einsetzen, dem Zusammenleben des Protestantismus in Europa dienen oder weiterführende Reformvorschläge für die Kirche machen. Über die Vergabe entscheiden der rheinische Präses sowie ein Beirat von fünf Personen.
Der Preis wurde zuletzt im Jahre 2007 an Elena Mereacre, Gründerin der moldauischen Initiative Compasiune und Wilhelm Hüffmeier, langjähriger Generalsekretär der Leuenberger Kirchengemeinschaft, verliehen.
Weitere Preisträger sind
- 1993: Klaus Dörner, Leitender Arzt der Westfälischen Klinik für Psychiatrie, Psychosomatik und Neurologie
- 1997: Hans Berger, Vorsitzender der Industriegewerkschaft Bergbau und Energie (IGBE)
- 2000: Martine Millet, Pfarrerin der Eglise Réformée de France und Monika Hauser, Ärztin und Gründerin der Hilfsorganisation medica mondiale
- 2002: Wilhelm Goller und Gabriele Füllkrug-Goller, Leiter der Schule Talitha Kumi in Beit Jala
- 2005: Heidemarie Wieczorek-Zeul und Zephania Kameeta, Bischof der Evangelisch-Lutherischen Kirche in der Republik Namibia